# Hindustan Aeronautics
Hindustan Aeronautics Limited (HAL) è una società aerospaziale indiana di proprietà pubblica, sotto il controllo del ministero della difesa, con sede a Bangalore (India).
La società è principalmente impegnata nella produzione di aerei, elicotteri, tecnologia aerospaziale e sistemi di navigazione e comunicazione.
L'Hindustan ha costruito il primo aereo militare dell'Asia meridionale progettato dall'ingegnere tedesco Kurt Tank.

## Storia
La società venne fondata a Bangalore nel 1940 da Walchand Hirachand con il nome Hindustan Aircraft prefiggendosi di entrare nel campo aeronautico con la produzione di aerei. L'iniziativa fu incoraggiata dal Regno di Mysore. Il governo inglese comprò un terzo della nuova società ma cercò poco dopo di comprare le altre quote in modo da poter agire liberamente in caso di attacco giapponese. Tuttavia il regno di Mysore rifiutò di cedere le sue quote ma concesse il controllo manageriale dell'Hindustan al governo inglese ed in breve l'industria nata da appena due anni venne nazionalizzata.

## Produzione

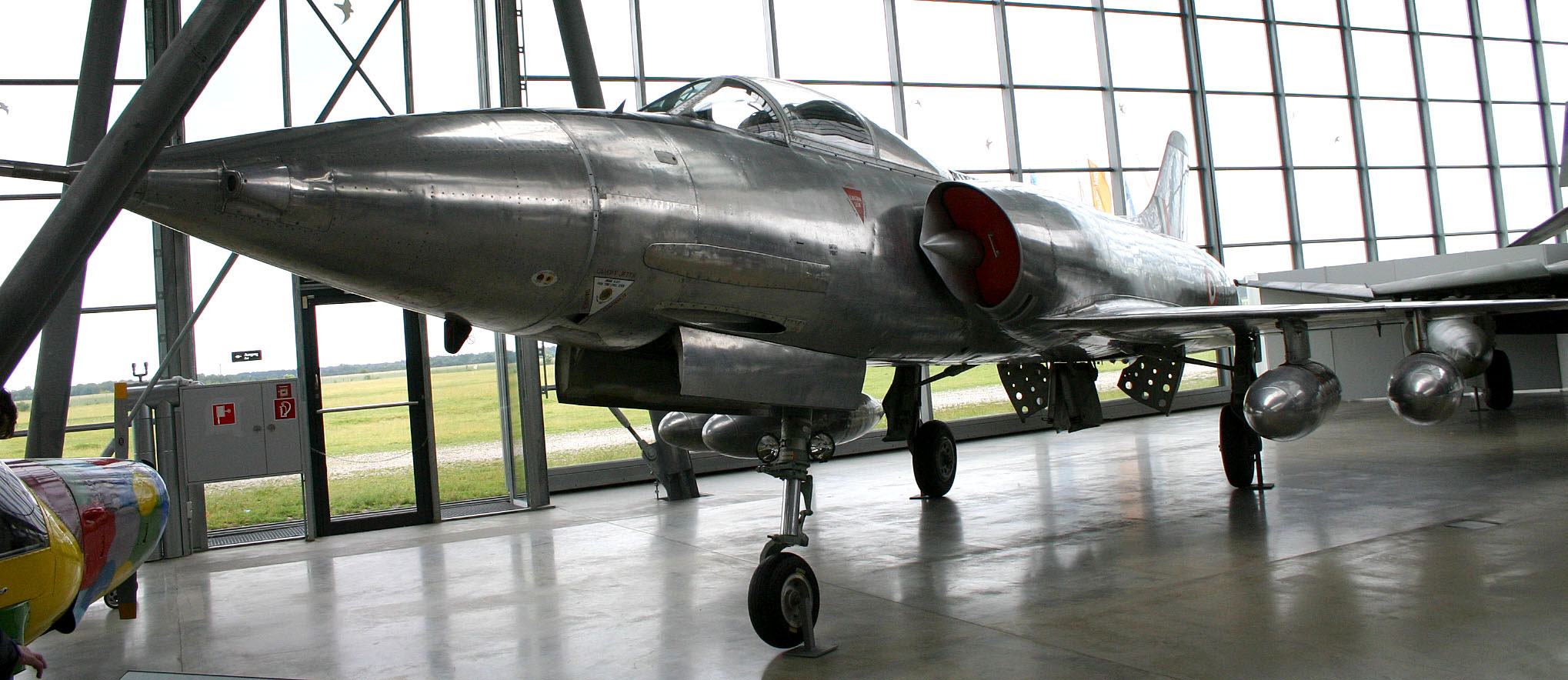
L'HAL HF-24 Marut.

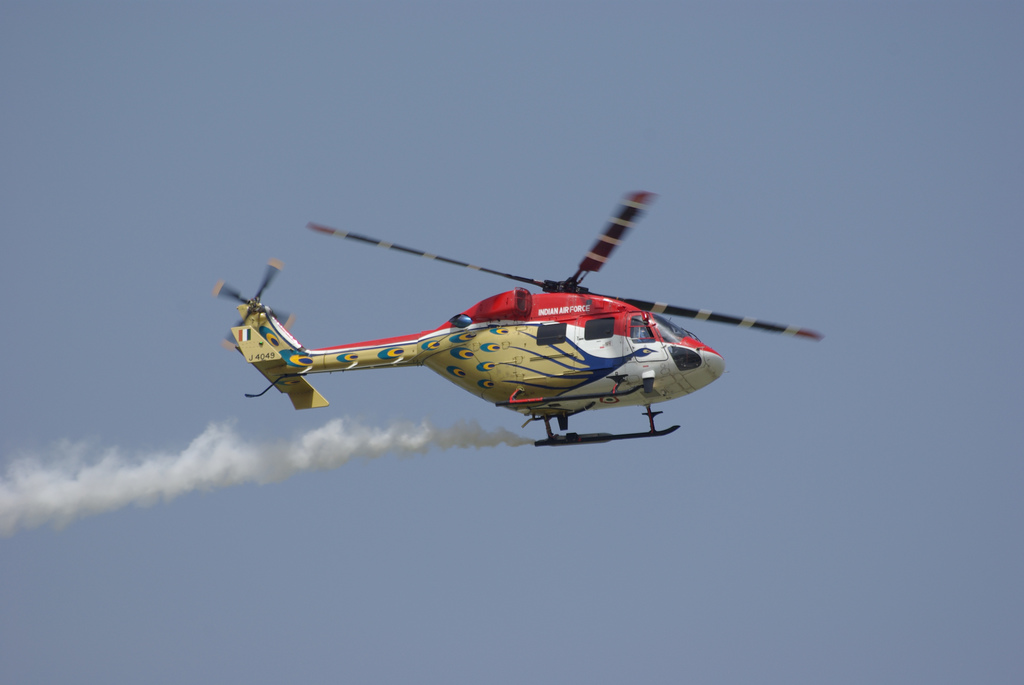
L'elicottero HAL Dhruv della pattuglia acrobatica Sarang della Bhartiya Vāyu Senā.

### Progettati in proprio
- HT-2
- HPT-32 Deepak
- HUL-26 Pushpak
- HAOP-27 Krishak
- HA-31 Basant
- HJT-16 Kiran
- HF-24 Marut
- Lakshya
- Tejas
- Dhruv
- LCH
- HJT-36 Sitara
- Saras aereo da trasporto progettato in collaborazione con il  National Aerospace Laboratories

### Prodotti su licenza
- Mikoyan-Gurevich MiG-21
- Mikoyan-Gurevich MiG-27
- SEPECAT Jaguar
- Aérospatiale Alouette III
- SA 315 Lama
- Dornier Do 228
- HAL HS 748 Avro
- Sukhoi Su-30MKI
- BAe Systems Hawk Mk 132 Advanced Jet Trainer